# سلطان‌شهر
سلطان‌شهر  مرکز بخش کربال و یکی از شهرهای شهرستان خرامه از استان فارس می‌باشد این شهر در سال ۱۳۸۹ توسط هیئت وزیران به عنوان مرکز بخش کربال شهرستان خرامه معرفی و تصویب گردید و قبلاً نام آن سلطان آباد بود و در سال ۱۳۹۱ توسط هیئت دولت به شهر تبدیل و مصوب گردید و در همین مصوبه عنوان آن به سلطان شهر تغییر و تصویب گردید.
بنابر روایات و آثار تاریخی به جا مانده و همچنین شباهت ژنتیکی یافت شده،پژوهشگران نژاد مردم این شهر را به هخامنشیان نسبت داده اند .آثاربه جامانده ازدوران هخامنشیان یک تپه باستانی است که درشمال شرق شهرقرار گرفته که طبق گفته های مردم محلی که ازسنگهای انجا برای ساختن حمام استفاده کردن درآنجا قبرهایی به شکل قبرهای طاقچه ای وقبرهایی که درکوزه بوده اند مشاهده کرده اند.وهمچنین درمشاهدات میدانی  ظروف  سفالی لعابدار فیروزه ای که شکسته اند به فراوانی یافت میشود. ازشواهدپیداست که این شهر باستانی از شهرهای همدوره باشهر استخر میباشد که از بزرگی فراوانی برخوردار بوده است.

## موقعیت جغرافیایی
سلطان شهر در (۲۹٫۳۶٫۱۵) شمالی و (۵۲٫۳۱٫۳۸) شرقی قرار دارد.

## جمعیت
جمعیت سلطان شهر در سال ۱۳۹۵ برابر با ۱،۹۲۸ تن  است. این شهر در نقطه‌ای قرار دارد که در سه راهی مسیرهای سه شهر بزرگ ارسنجان، مرودشت و خرامه قرار گرفته‌است.

## بقاع
در سلطان شهر دو امامزاده وجود دارد یکی در جنوب سلطان شهر بنام امامزاده ابراهیم که از نوادگان سجاد می باشد و دیگری امام زاده بی بی رحیمه خاتون که از نوادگان موسی کاظم می‌باشد.

## کشاورزی
باتوجه به اینکه رودخانه کر از کنار سلطان شهر می‌گذرد محصول اصلی در سلطان شهر برنج می‌باشد اما در سال‌های اخیر به علت کمی بارش باران در منطقه و کاهش آب رودخانه کر در خشک شدن رودخانه در سال‌های اخیر، فقط گندم و جو و بعضاً سیفی جات کاشته می‌شود؛ و هر ساله هزاران تن در مزارع این شهر بدست می‌آید.